# حمد علي حمد
حمد علي حمد (بالإنجليزية: Hamad Ali Hamad)‏ هو سياسي تنزاني، ولد في 27 نوفمبر 1964 في زنجبار في تنزانيا. حزبياً، نشط في الجبهة المتحدة المدنية. وقد انتخب عضو الجمعية الوطنية لتنزانيا.